# Joseph Connolly (Architekt)

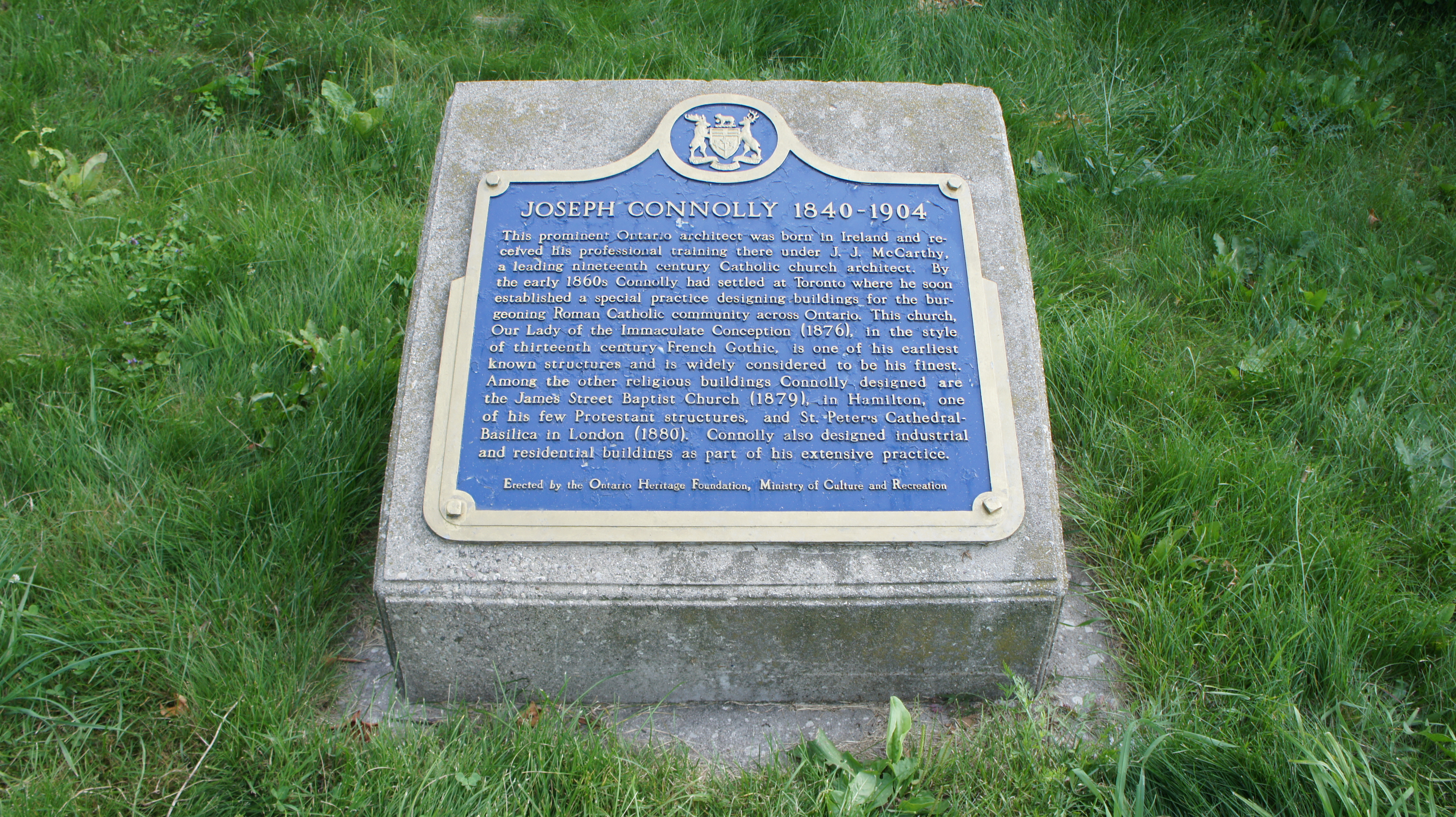
Ontarios historische Plakette für Joseph Connolly

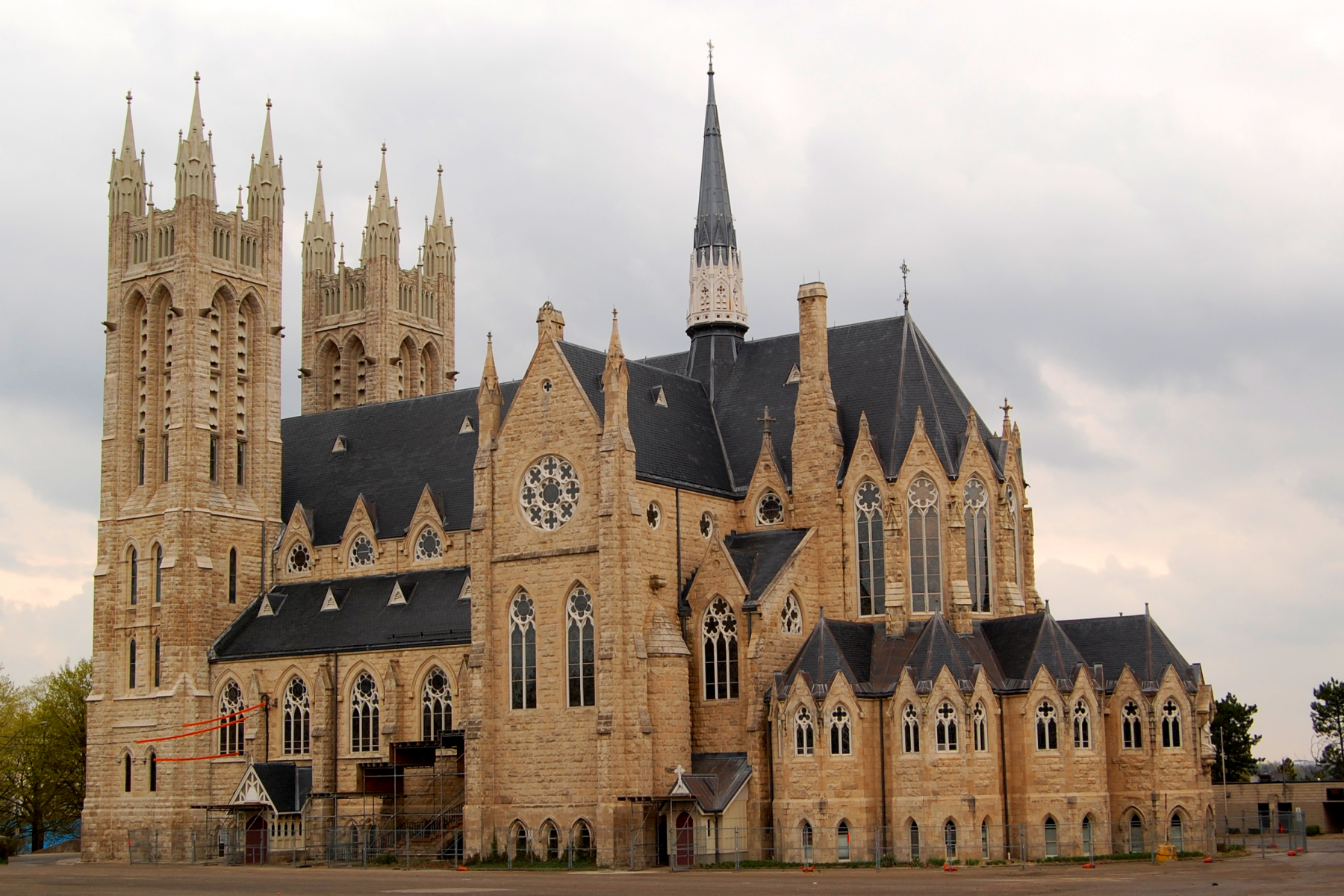
Basilika der Unbefleckten Empfängnis, Guelph

Joseph Connolly (* 1840 in Limerick, Irland; † 13. Dezember 1904 in Toronto) war ein irisch-kanadischer Kirchenarchitekt.

## Leben
Connolly absolvierte seine Ausbildung als Architekt bei James Joseph McCarthy in seiner Heimat Irland. Anschließend wurde er in den 1860er Jahren zum Chefassistenten von McCarthy und ging anschließend auf Studienreise durch Europa. Connolly spezialisierte sich auf die Architektur der Neogotik. Er begann 1871 seine Arbeit in Dublin, zog aber kurz darauf nach Toronto, wo er mit Ingenieur Silas James bis 1877 zusammenarbeitete. Ab den 1880er Jahren arbeitete er mit Arthur W. Holmes zusammen. Joseph Connolly starb 1904 an Asthma.

## Werk
Obwohl er auch weltliche Gebäude entwarf, ist Connolly für seine neugotischen Kirchen in Ontario bekannt, die er hauptsächlich für die römisch-katholischen Gemeinden irischer Einwanderer entwarf. Er stellte jedoch auch einige Industrie- und Wohngebäude her. Er orientierte sich an seinem Ausbilder McCarthy und George Ashlin, den erfolgreichsten römisch-katholischen Kirchenarchitekten in Irland während Connollys Anfangsjahren. Seine Arbeit weist einige Ähnlichkeiten mit seinen irischen Zeitgenossen auf, wie etwa William Hague. Er war verantwortlich für insgesamt 34 Kirchenbauten. Bedeutende Bauten sind die Basilika der Unbefleckten Empfängnis in Guelph, die Kathedralbasilika St. Peter in London, Ontario und die Basilika St. Paul in Toronto, Umbauten nahm er an der Kathedrale St. Michael von Toronto vor.